# 이스트곶

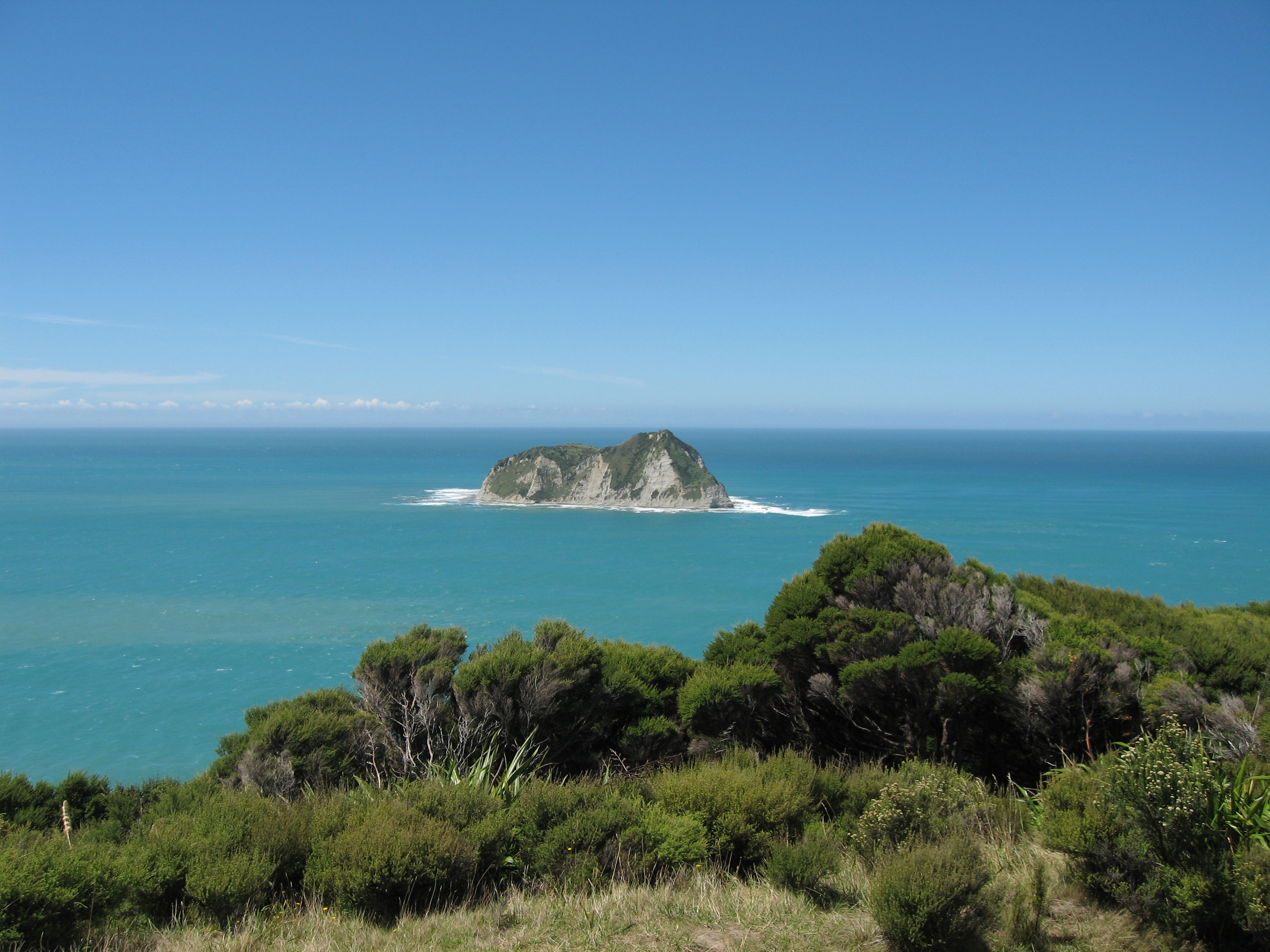
이스트 곶

이스트 곶(East Cape)은 뉴질랜드 북섬의 최동단에 있는 곶이다. 뉴질랜드 북섬의 북동쪽에 있는 기즈번 북쪽에 위치해 있다. 이스트 곶은 마히아 반도 북쪽에서 테 우레웨라 국립공원으로 뻗어있는 기즈번 지방 근처를 언급하는데 사용되어 왔다. 이 지역은 1860년대 뉴질랜드 전쟁에서 주요 충돌이 있었던 지역이다.